# 李亮瑾
李亮瑾（英語：Sunny Li，1981年6月25日—），台灣女演員、女歌手，畢業於正義高中、國立台灣藝術大學。因出戲劇「世間情」而獲關注，2014年獲得新浪微博舉辦的「最受歡迎的台灣戲劇女演員」票選第一名，並與陳珮騏共同獲得「最受歡迎台灣戲劇螢幕情侶」第一名。

## 個人生活

### 家庭
高雄人，是家中長女，有一妹一弟，17歲時父親過世。不畏困難從高雄北上半工半讀，畢業於台藝大，一開始出道當過六、七年臨時演員，曾一天只靠一顆饅頭夾蛋果腹，2014年拿出積蓄來幫生意失敗的弟弟還債，靠的一句：「我不能讓死去的爸爸丟臉」而努力撐下去。

### 感情
2019年李亮瑾與台灣歌手張峰奇結婚。2021年3月22日以39歲高齡剖腹產下一子。2022年9月15日，再生二胎。

## 電視劇
| 年份   | 頻道           | 劇名                                          | 飾演         |
| ------ | -------------- | --------------------------------------------- | ------------ |
| 2003年 | 民視           | 藍色水玲瓏-鬼阿嬤                             | 陳家芳       |
| 2003年 | 民視           | 藍色水玲瓏-桃花劫                             | 阿玲         |
| 2002年 | 華視           | 台灣靈異事件 - 危險女人香                     | 劈腿對象     |
| 2002年 | 華視           | 麻辣鮮師                                      | 如花         |
| 2002年 | 民視           | 關鍵時刻 (民視) - 愛恨176刀                   | 張雅玲       |
| 2003年 | 民視           | 關鍵時刻 (民視) - 赤裸羔羊—加油站少女命案     | 小玲         |
| 2003年 | 民視           | 關鍵時刻 (民視) - 激情三角戀                  | 江玲玲       |
| 2003年 | 民視           | 關鍵時刻 (民視) - 慾望的守護                  | 佩玲         |
| 2003年 | 民視           | 關鍵時刻 (民視) - 人間魔掌                    | 朱金花       |
| 2004年 | 民視           | 關鍵時刻 (民視) - 兇手的模樣                  | 靜子         |
| 2004年 | 民視           | 關鍵時刻 (民視) - 春之幽谷殺人事件            | 王宜珊       |
| 2004年 | 民視           | 關鍵時刻 (民視) - 總有一天抓到你              | 徐玉玲       |
| 2003年 | 民視           | 新玫瑰瞳鈴眼 - 10大惡女系列（三）- 殺手的女人 | 客人         |
| 2003年 | 民視           | 新玫瑰瞳鈴眼 - 地獄來的威脅                   | 麗麗         |
| 2003年 | 民視           | 新玫瑰瞳鈴眼 - 對面的女孩看過來               | 小蟬         |
| 2003年 | 民視           | 新玫瑰瞳鈴眼 -剋妻                            | 蔡麗鳳       |
| 2003年 | 民視           | 新玫瑰瞳鈴眼 -撈女過界                        | 陳小麗       |
| 2003年 | 衛視           | 第八號當鋪                                    | 女友         |
| 2003年 | 華視           | 台灣靈異事件-復仇單元-議員新娘                | 客串         |
| 2003年 | 民視           | 日正當中                                      | 護士         |
| 2004年 | 華視           | 紫藤戀                                        | Emma         |
| 2004年 | 民視           | 新玫瑰瞳鈴眼-老婆萬歲                         | 藍藍         |
| 2004年 | 民視           | 新玫瑰瞳鈴眼-現代狐仙                         | 白衣女       |
| 2004年 | 台視           | 兄弟姐妹                                      | 手下         |
| 2004年 | 三立都會台     | 紫禁之巔                                      | 記者         |
| 2005年 | 華視           | 孤戀花                                        | 麗君         |
| 2005年 | 民視           | 意難忘                                        | 小美         |
| 2005年 | 民視           | 浪淘沙                                        | 李夫人       |
| 2005年 | 民視           | 藍色水玲瓏-水夜叉                             | 廖秋萍       |
| 2005年 | 大愛電視台     | 明月照紅塵                                    | 吳美英       |
| 2006年 | 三立台灣台     | 金色摩天輪                                    | 店員         |
| 2006年 | 三立都會台     | 愛情魔髮師                                    | 看護         |
| 2006年 | 華視           | 剪刀石頭布                                    | 秘書         |
| 2007年 | 中視           | 女人何苦為難女人                              | 賓客         |
| 2007年 | 大愛電視台     | 無盡的愛                                      | 曾稚庭       |
| 2007年 | 大愛電視台     | 愛相隨                                        | 吳芳霞       |
| 2007年 | 大愛電視台     | 春暖花蓮                                      | 呂選茵       |
| 2007年 | 大愛電視台     | 回甘人生味                                    | 柯佳君       |
| 2007年 | 大愛電視台     | 陽光下的足跡                                  | 許慧玉       |
| 2008年 | 大愛電視台     | 黃金線                                        | 寶蓮         |
| 2008年 | 台視           | 天上聖母媽祖                                  | 阿春         |
| 2008年 | 大愛電視台     | 青青蘭花草                                    | 高娟娟       |
| 2008年 | 大愛電視台     | 情緣路                                        | 廖春梅       |
| 2008年 | 台視           | 懷玉傳奇 千金媽祖第三单元：大食国             | 菲雅         |
| 2008年 | 三立台灣台     | 真情滿天下                                    | 方玉婷       |
| 2009年 | 公視           | 好兔大師趴兔-戒菸篇                           | 戒菸女子     |
| 2009年 | 大愛電視台     | 千江有水千江月                                | 莊春枝       |
| 2009年 | 大愛電視台     | 蘭心飄芳                                      | 林嫂         |
| 2010年 | 三立台灣台     | 天下父母心                                    | 劉采萱       |
| 2010年 | 三立台灣台     | 家和萬事興                                    | 方小雯       |
| 2011年 | 三立都會台     | 小資女孩向前衝                                | 女騙子(客串) |
| 2011年 | 三立台灣台     | 牽手                                          | 杜愛薇       |
| 2011年 | 大愛電視台     | 何處是我家                                    | 謝秀蓮       |
| 2011年 | 大愛電視台     | 醜醜好菓子                                    | 楊筑萍       |
| 2011年 | 大愛電視台     | 美味人生                                      | 羅寶珍       |
| 2011年 | 大愛電視台     | 幸福的滋味                                    | 麗娟         |
| 2012年 | 大愛電視台     | 屋頂上的月光                                  | 郭紋娥       |
| 2012年 | 大愛電視台     | 逆光                                          | 陳佳儀       |
| 2012年 | 三立台灣台     | 戲說台灣之玄壇元帥                            | 孫惠娘       |
| 2013年 | 三立台灣台     | 天下女人心                                    | 許佩琳       |
| 2013年 | 三立台灣台     | 戲說台灣之白蛇外傳                            | 柳心慧小青   |
| 2013年 | 三立台灣台     | 世間情                                        | 方思瑤       |
| 2013年 | 華視           | 莒光園地-豔蝕                                 | 李向紅       |
| 2013年 | 華視           | 莒光園地-諜網                                 | 李向紅       |
| 2014年 | 大愛電視台     | 牽你的手 走愛的路                             | 楊師姐       |
| 2015年 | 三立台灣台     | 珍珠人生                                      | 黃麗卿       |
| 2015年 | 三立台灣台     | 甘味人生                                      | 趙麗娟       |
| 2016年 | 三立台灣台     | 戏说台湾之澎湖小福官                          | 叶丽云       |
| 2016年 | 三立台灣台     | 戏说台湾之潜水妈渡不孝子                      | 彩云         |
| 2016年 | CHOCO TV       | 我們是歐爸                                    | 唐娜         |
| 2016年 | 三立台湾台     | 戏说台湾之尊王公斩桃花                        | 许温柔       |
| 2016年 | 三立台湾台     | 戏说台湾之八嫁皇后命                          | 郭满玉       |
| 2017年 | 三立台湾台     | 戏说台湾之祖師爺過情關                        | 阿娥         |
| 2017年 | 三立台湾台     | 一家人                                        | 余樂榕       |
| 2018年 | 台視           | 情·份                                         | 楊明美       |
| 2018年 | 三立台湾台     | 戏说台湾之織女纏牛郎                          | 織女白寶星   |
| 2019年 | 三立台湾台     | 炮仔聲                                        | 吳家璇       |
| 2019年 | 三立台湾台     | 戏说台湾之城隍媽祖渡斑鳩                      | 媽祖娘娘     |
| 2020年 | 東風衛視       | 有家雜貨店                                    | 亮亮         |
| 2020年 | 大愛電視台     | 迎風而立                                      | 汪玉娟       |
| 2022年 | 三立台灣台     | 一家團圓                                      | 向以雲廖仙姑 |
| 2023年 | 東森超視、華視 | 阿叔                                          | 曾玲玲(客串) |
| 2024年 | 大愛電視台     | 你準備萌芽了嗎？                              | 李金秋       |
| 2024年 | 東森超視、華視 | 阿榮與阿玉                                    | 丁又甜       |

## 電影
| 年份   | 劇名              | 飾演 |
| ------ | ----------------- | ---- |
| 2004年 | 《20 30 40》      | 客人 |
| 2007年 | 《錯‧亂》         | 老師 |
| 2008年 | 《鬼跡-愛與重生》 | 小美 |

## 舞台劇
| 年份   | 劇名                                         | 飾演      |
| ------ | -------------------------------------------- | --------- |
| 2006年 | 《台灣藝術大學實驗劇展- 歐風晚餐》           | 兔寶寶    |
| 2006年 | 《牯嶺街第七屆青年才俊競演藝術節- 夢的解析》 | 黑衣Z女士 |

## MV
| 年份   | 歌名                       | 飾演   |
| ------ | -------------------------- | ------ |
| 2003年 | 秦楊《made in taiwan恰恰》 | 女配唱 |
| 2009年 | 蘇路與陳文山《舊情人》     | 女主角 |
| 2024年 | 《天燈媽》                 |        |

## 音樂作品

### 歌曲
| 年份   | 歌曲         | 歌手          |
| ------ | ------------ | ------------- |
| 2020年 | 《美麗情緣》 | 蔡義德&李亮瑾 |
| 2024年 | 《天燈媽》   | 李亮瑾        |

## 廣告
| 廣告                         |
| ---------------------------- |
| 東森形象廣告（傾聽篇）       |
| 保力達蠻牛廣告               |
| 震旦通訊 （加油篇）          |
| 華陀雞精（過年篇）           |
| 統一生活泡沫紅綠茶（相親篇） |
| 三陽機車發財高手廣告(載貨篇) |
| 維力一度贊泡麵（阿兵哥篇）   |
| 孔雀餅乾(拜拜篇)             |
| 大雕藥酒（充電篇）           |

## 品牌代言
| 年份   | 品牌                       | 代言人     |
| ------ | -------------------------- | ---------- |
| 2015年 | Evemed伊芙美醫學美容保養品 | 年度代言人 |

## 出版作品

### 雜誌
| 年份      | 雜誌 |
| --------- | ---- |
| 2014年6月 | 華流 |
| 2015年1月 | 華流 |

### LINE貼圖
| 年份       | LINE貼圖             |
| ---------- | -------------------- |
| 2014年10月 | 世間情LINE真人貼圖   |
| 2015年1月  | 世間情LINE真人動圖。 |

## 獲獎紀錄
| 年份   | 獎項                                      | 結果   |
| 2014年 | 新浪微博票選【最受歡迎的臺灣戲劇女演員】  | 第一名 |
| 2014年 | 新浪微博票選【最受歡迎臺灣戲劇螢幕情侶】  | 第一名 |
| 2015年 | 新浪微博票選【最受歡迎臺灣戲劇螢幕情侶】  | 第二名 |
| 2015年 | ETtoday東森新聞雲票選【最速配的螢幕情侶】 | 第一名 |

## 社會活動
| 年份           | 社會活動                    |
| 2012年5月13日  | 牽手演員做愛心唐氏基金會    |
| 2014年6月21日  | 熊愛自閉兒公益路跑          |
| 2014年8月10日  | 高雄氣爆衣起為愛而買        |
| 2015年1月17日  | 快閃公益活動                |
| 2015年5月9日   | 溫暖傳馨母親節公益晚會      |
| 2015年8月15日  | 創世慈善餐會義演            |
| 2015年11月22日 | 自閉症公益微電影《在路上》  |
| 2016年10月1日  | 愛在新板公益演唱會          |
| 2017年7月22日  | 仲夏路跑 百獸夜行」公益路跑 |

## 外部連結
- 李亮瑾的Facebook專頁（由亮亮本人親自經營還有小天使幫忙經營）
- 李亮瑾的新浪微博
- YouTube上的李亮瑾頻道